# Seattle Central Library
De Seattle Central Library is de hoofdbibliotheek van de Seattle Public Library. Het gebouw is gelegen in Downtown Seattle in de Amerikaanse staat Washington.
Het gebouw van glas en staal heeft een hoogte van 56,39 m en een totale vloeroppervlakte van 33.722 m². Het biedt plaats voor 1,45 miljoen boeken en andere materialen. Het telt 11 verdiepingen. Het werd op 23 mei 2004 officieel in gebruik genomen. Het is het derde bibliotheekgebouw dat op die locatie gevestigd is, in het huizenblok omzoomd door Fourth en Fifth Avenue en Madison en Spring Street. Het eerste dateerde van 1906, het tweede van 1960.
Het gebouw werd ontworpen door de Nederlandse architect Rem Koolhaas en het Office for Metropolitan Architecture, samen met het lokale architectenbureau LMN Architects. De American Council of Engineering Companies (ACEC) gaf het ontwerp de Platinum Award voor innovatie, in 2005 kreeg het gebouw ook de Amerikaanse nationale AIA Honor Award for Architecture.

## Galerij

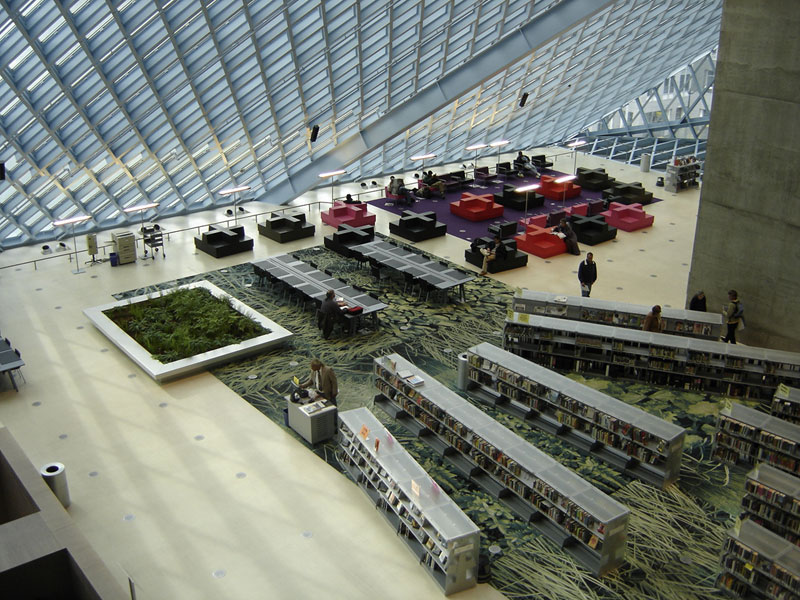
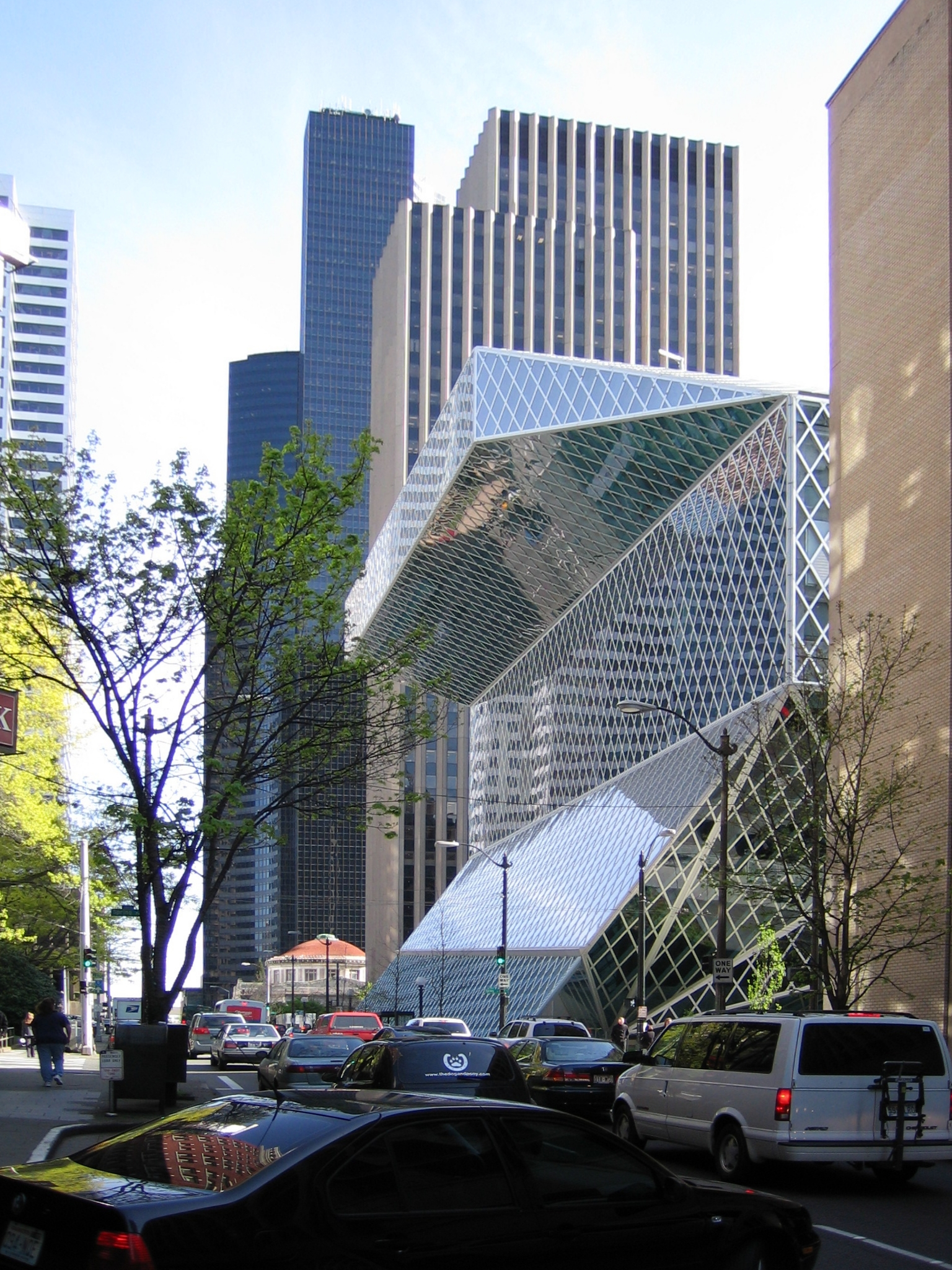
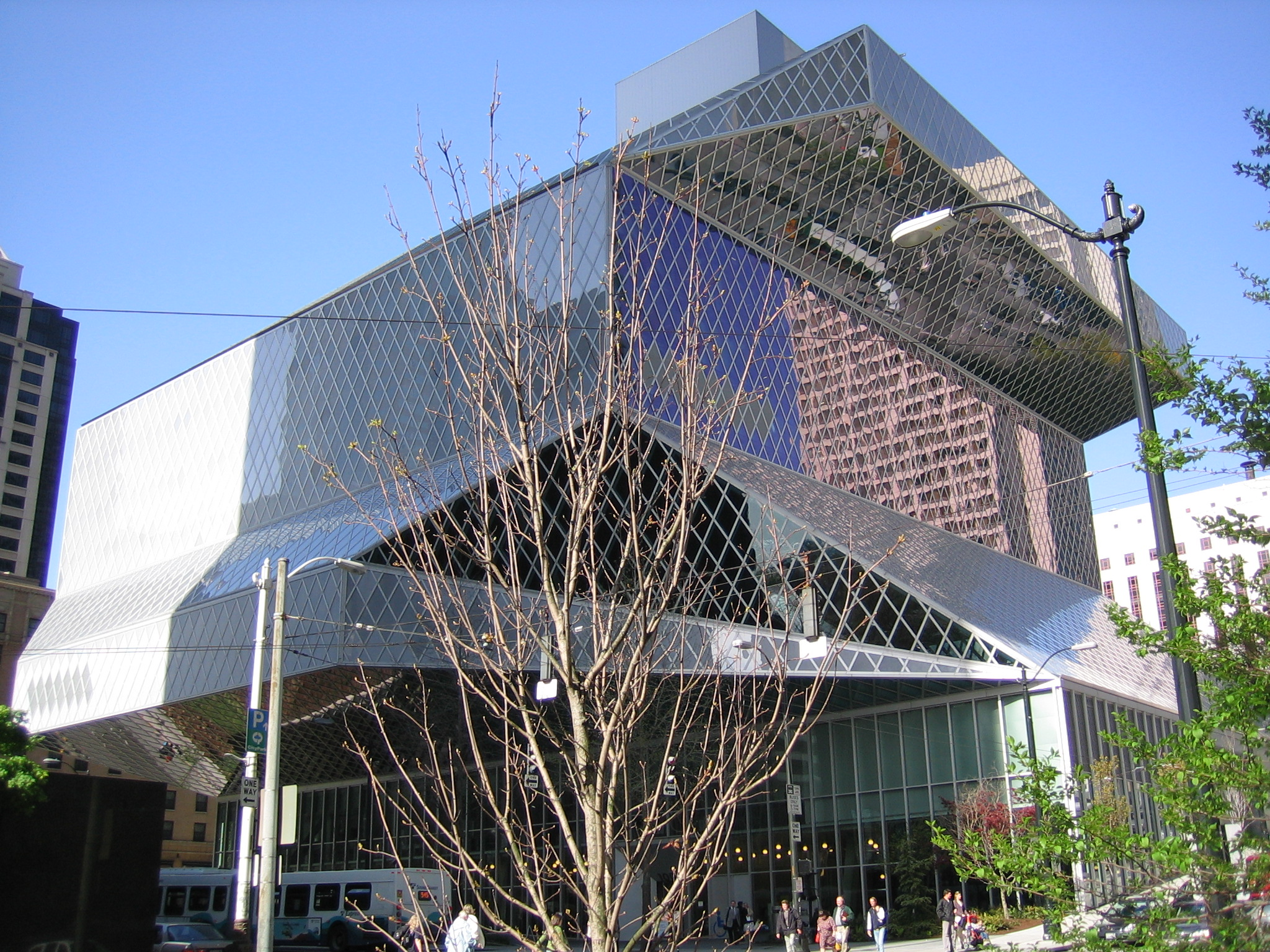
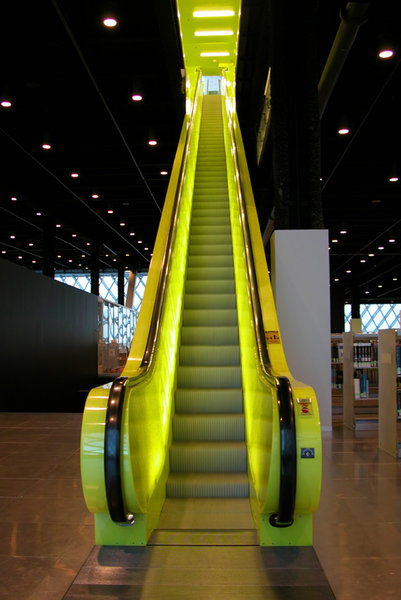